# Mike Taylor (musicien)
Pour les articles homonymes, voir Taylor et Mike Taylor.
Ne doit pas être confondu avec Mick Taylor.
Ronald Michael « Mike » Taylor (né le 1er juin 1938 à Ealing, West London - mort le 19 janvier 1969) était un compositeur et pianiste de jazz, coauteur notamment de certaines chansons de Cream.

## Biographie
Mike Taylor a été élevé par ses grands-parents à Londres et dans le Kent. Il passe son service militaire dans la Royal Air Force. 
Ayant répété et écrit durant tout le début des années 1960, il enregistre deux albums pour les Lansdowne series produites par Denis Preston : Pendulum (1966) avec le batteur Jon Hiseman, le bassiste Tony Reeves et le saxophoniste Dave Tomlin et Trio (1967) avec Hiseman et les bassistes Jack Bruce et Ron Rubin. Les deux albums sont sortis au Royaume-Uni chez Columbia.
Bien que sa carrière musicale ait été courte, Taylor a été un compositeur prolifique et plusieurs de ses compositions ont été reprises et enregistrées par ses contemporains, notamment trois titres enregistrés par Cream, avec des paroles du batteur Ginger Baker : Passing the Time, Pressed Rat and Warthog et Those were the Days, sur l'album Wheels of Fire (1968). Il était également apprécié des membres du New Jazz Orchestrade Neil Ardley, dont Le Déjeuner Sur L’Herbe sorti en septembre 1968 contient une composition originale, Ballad, et un arrangement de la pièce Study, tous deux de Taylor.
Mike Taylor se noie dans la Tamise près de Leigh-on-Sea dans l'Essex, en janvier 1969, après des années de consommation de drogue (principalement hashish et LSD). Cela faisait trois ans qu'il était sans domicile. 
À l'été 2007, le label indépendant Dusk Fire Records sort l'album inédit Mike Taylor Remembered, enregistré en 1973, et qui est un hommage de Neil Ardley, Hiseman, Ian Carr, Barbara Thompson, Tony Reeves et d'autres jazzmen britanniques réputés à Mike Taylor.